# Erich Heckel
Pour les articles homonymes, voir Heckel.
Erich Heckel, né le 31 juillet 1883 à Döbeln (Royaume de Saxe) et mort le 27 janvier 1970 à Radolfzell (Bade-Wurtemberg), est un peintre allemand lié au mouvement expressionniste.

## Biographie
Il fait ses études à Chemnitz où, en 1901, il se lie avec Karl Schmidt-Rottluff.
 
En 1904, alors étudiant d’architecture à Dresde, il rencontre Kirchner et devient l’année suivante le 7 juin 1905 un des fondateurs de Die Brücke, "le pont", avec Fritz Bleyl et Karl Schmidt-Rottluff. Il en est le secrétaire et trésorier. Il rencontre Max Pechstein, ce dernier adhère au groupe ainsi que  Cuno Amiet.
Il se consacre d’abord à la lithographie et à la gravure, techniques dont il acquiert rapidement la maîtrise. Les tableaux antérieurs à 1910 quoique influencés par la pratique de ces techniques, seront très colorés et d'inspiration fauve. En 1912 il rencontre Franz Marc  et expose avec les peintres de Der Blaue Reiter, son dessin se durcira et que des couleurs plus froides seront employées ; il expose à la Sonderbund de Cologne. Le 27 mai 1913, c'est la dissolution du groupe Die Brücke.
Heckel fit la guerre en Flandre comme infirmier volontaire ; il y rencontra Max Beckmann et se lia avec Ensor.
De 1949 à 1955, Heckel fut professeur à l’École des beaux-arts de Karlsruhe. Il était membre de l'association des artistes allemands Deutscher Künstlerbund.

## Œuvres

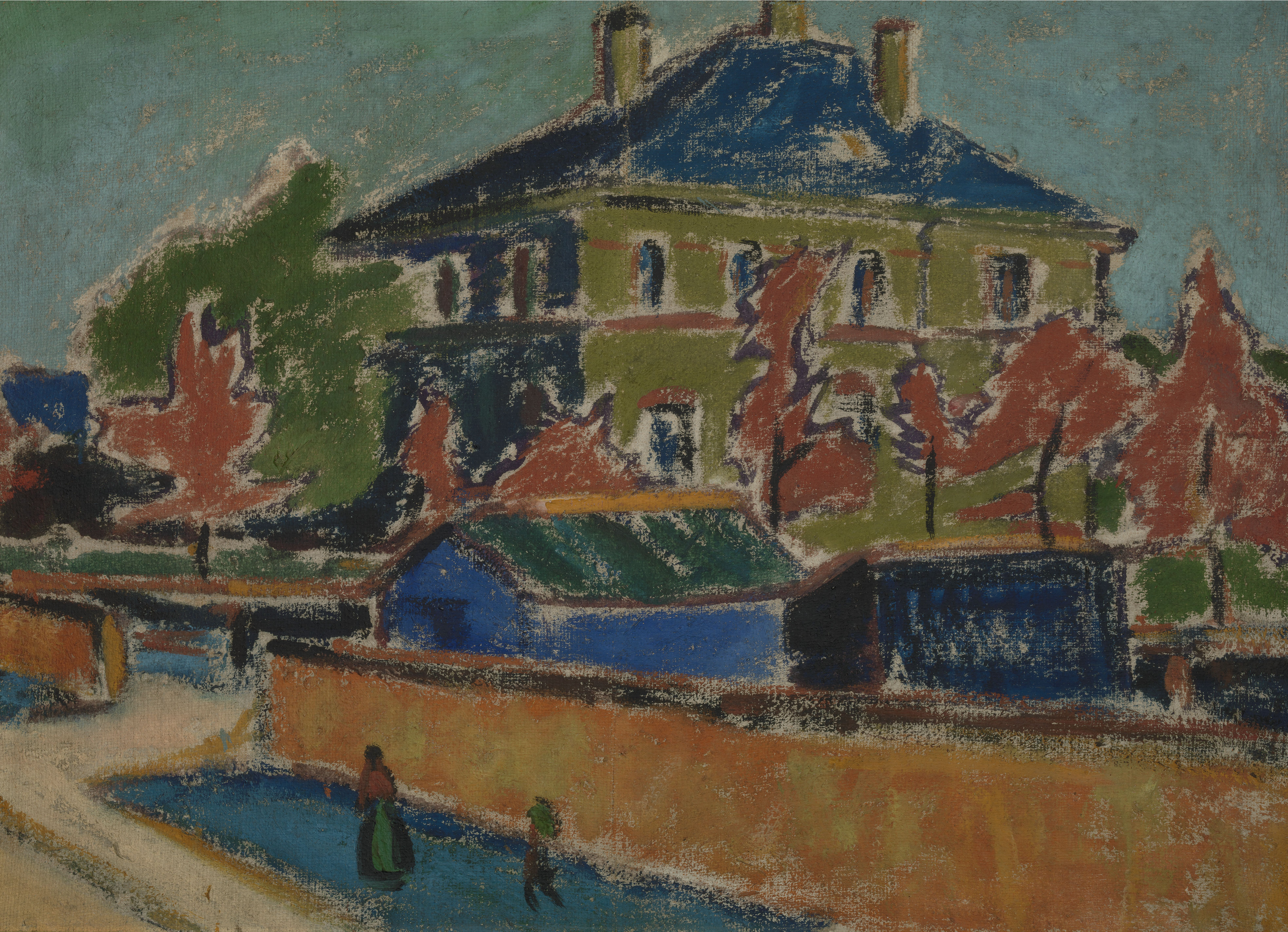
Villa à Dresde, vers 1910
Musée des Beaux-Arts de Gand

- 1907 : La Briqueterie, Musée Thyssen-Bornemisza, Madrid[1]
- 1908 : Maisons rouges, Kunsthalle, Bielefeld
- 1909 : Moulin à vent près de Dangast, Wilhelm Lehmbruck-Museum, Duisbourg
- 1909 : Nu sur un sofa, Neue Pinakothek, Munich
- 1910 : Fränzi à la poupée (collection particulière)
- 1910 : Nu (Dresde) (collection particulière)
- 1910 : Paysage de Dresde, Alte Nationalgalerie, Berlin
- 1910 : Village saxon, Musée Von-der-Heydt, Wuppertal[2]
- 1910 vers : Villa à Dresde, huile sur toile, 64 × 91 cm, Musée des Beaux-Arts de Gand[3]
- 1911 : Baigneuses, Staatliche Kunsthalle Karlsruhe[4]
- 1912 : Baigneurs dans la crique, Kaiser Wilhelm Museum, Krefeld
- 1912 : Scène au bord de la mer, Musée Von-der-Heydt, Wuppertal[2]
- 1913 : Paysage à Holstein, huile sur toile, 82 × 95 cm, Musée Städel, Frankfurt[5]
- 1913 : Fatiguée, Museum am Ostwall, Dortmund
- 1913 : Frère et sœur, Staatliche Kunsthalle Karlsruhe[4]
- 1913 : Jour de Verre, Neue Pinakothek, Munich
- 1913 : La Jeune Fille au luth, huile sur toile, 72 × 79 cm, Brücke-Museum (Berlin)[6]
- 1914 : Jour de Fête-Dieu à Bruges, Städtische Museum, Mülheim
- 1914 : Le Lac du parc, Neue Pinakothek, Munich
- 1916 : Plaine flamande, Museum Abteiberg, Mönchengladbach
- 1917 vers : Le Augustijnenrei à Bruges, le matin, huile et détrempe sur toile, 96 × 83 cm, Musée des Beaux-Arts de Gand[7]
- 1918 : Printemps, Alte Nationalgalerie, Berlin
- 1919 : Autoportrait (collection particulière)

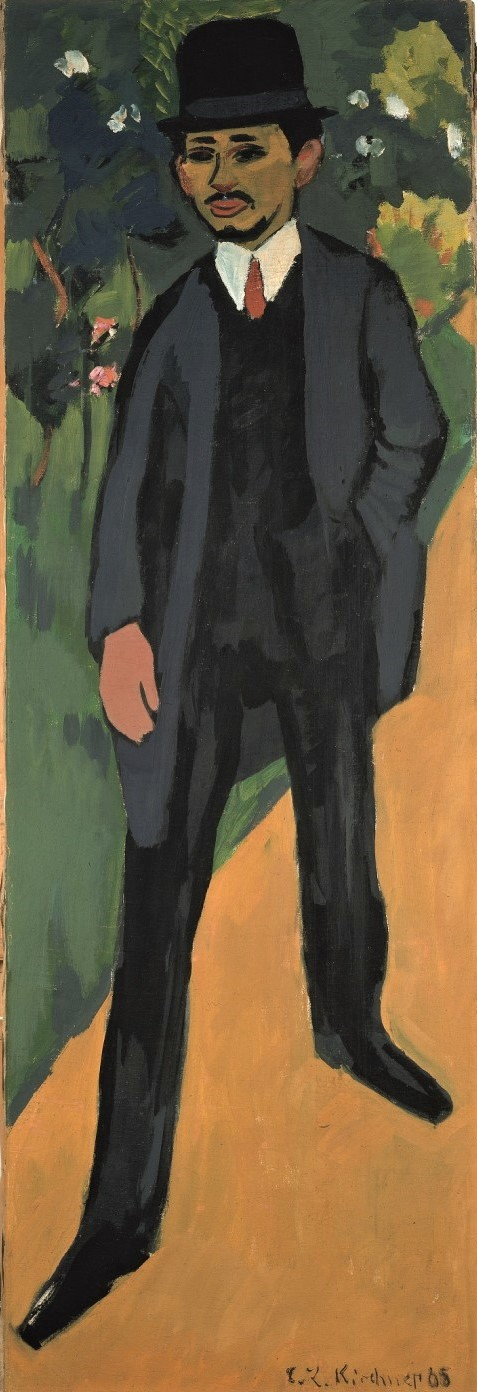
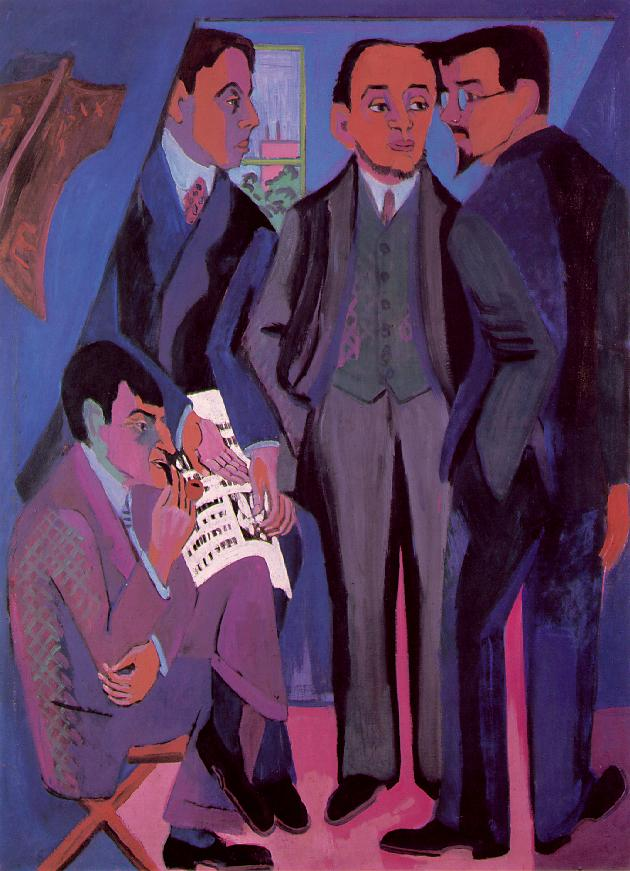
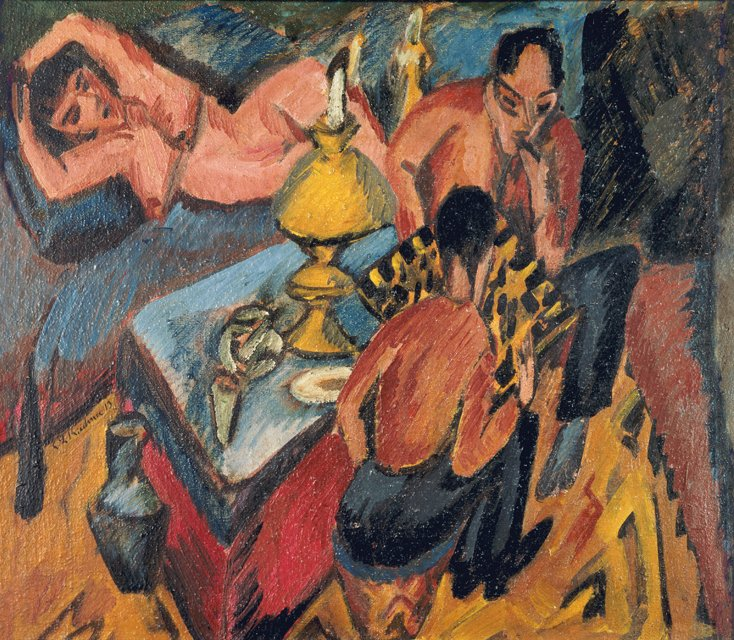
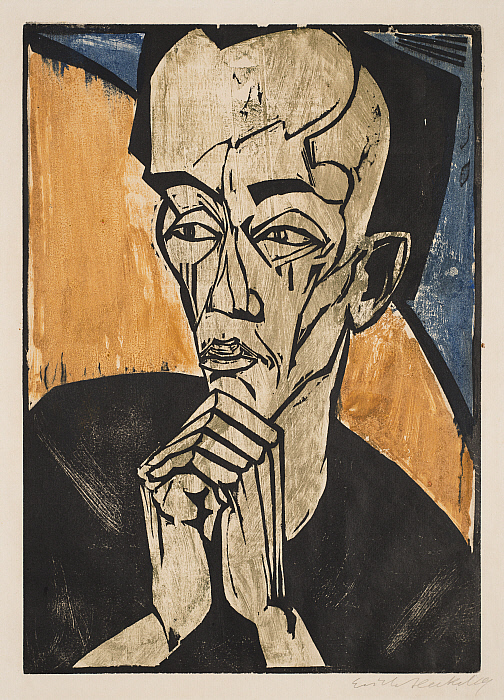
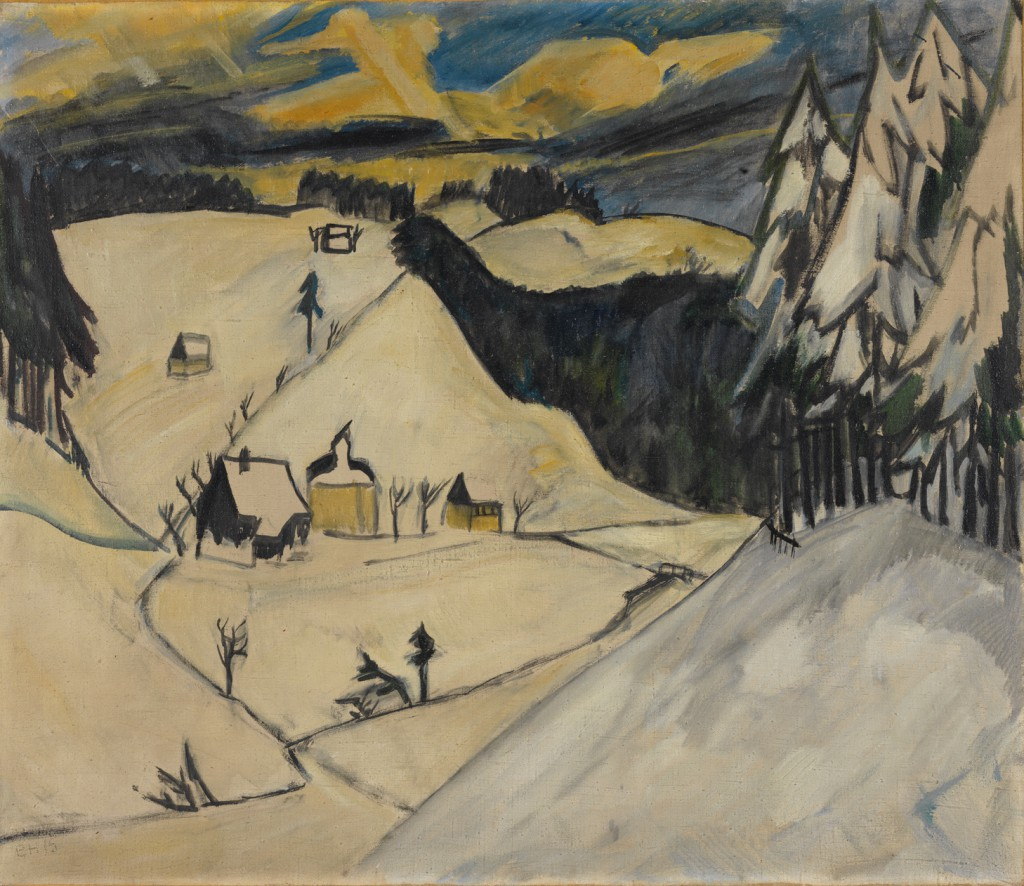